# Paradiancistrus
Paradiancistrus is een geslacht van straalvinnige vissen uit de familie van naaldvissen (Bythitidae).

## Soorten
- Paradiancistrus acutirostris Schwarzhans, Møller & Nielsen, 2005
- Paradiancistrus cuyoensis Schwarzhans, Møller & Nielsen, 2005
- Paradiancistrus lombokensis Schwarzhans & Møller, 2007
- Paradiancistrus christmasensis Schwarzhans & Møller, 2011